# Herbert Mullin

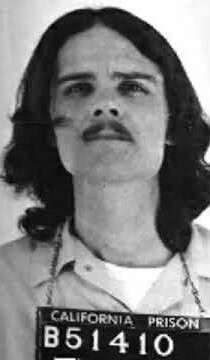
Herbert Mullin um 1973

Herbert William Mullin (* 18. April 1947 in Salinas, Kalifornien; † 18. August 2022 im San Quentin State Prison, Kalifornien) war ein US-amerikanischer Serienmörder, der zwischen 1972 und 1973 in Kalifornien 13 Menschen ermordete.

## Kindheit und Jugend
Mullin verbrachte seine Kindheit in Santa Cruz. Sein Vater, ein Veteran des Zweiten Weltkriegs, erzog ihn streng, misshandelte ihn jedoch nicht. Oft erzählte er von seinen heldenhaften Kriegstaten und zeigte seinem Sohn schon früh, wie eine Waffe zu bedienen ist. Mullin hatte viele Freunde in der Schule und wurde von seinen Mitschülern als derjenige betrachtet, der im Leben am meisten Erfolg haben würde. Zudem konsumierte er in seiner Schulzeit Drogen wie LSD und Marihuana. Laut dem FBI-Profiler Robert K. Ressler könnte Mullin in diesem Zeitraum bereits eine paranoide Schizophrenie entwickelt haben.
Kurz nach Abschluss der Highschool wurde einer seiner Freunde bei einem Autounfall getötet. Mullin war sehr betroffen. Er errichtete in seinem Schlafzimmer einen Schrein für seinen verstorbenen Freund. Später sprach er davon, dass er befürchte, homosexuell veranlagt zu sein, obwohl er eine feste Freundin hatte.
Als er erwachsen wurde, wurde sein Verhalten immer instabiler. Er wurde von einer Obsession für drohende Erdbeben gepackt, gab die Beziehung zu seiner Freundin ohne ersichtlichen Grund auf und bat seine Schwester, mit ihm intim zu werden. Er äußerte das Bedürfnis, nach Indien zu gehen, um Religion zu studieren, was er allerdings nie tat.
1969 ließ sich Mullin, 21 Jahre alt, von seiner Familie in eine psychiatrische Klinik überweisen. In den folgenden Jahren kam er in verschiedene Anstalten, verließ diese jedoch stets nach nur kurzen Aufenthalten wieder. Er drückte Zigaretten auf seiner Haut aus, führte Selbstgespräche, versuchte Priester zu werden und verlor seine Wohnung, weil er wiederholt herumgepoltert und Leute angeschrien hatte, die nicht existierten.

## Mordserie
1972 zog Mullin zurück zu seinen Eltern nach Santa Cruz. Er hörte Stimmen in seinem Kopf, die ihm sagten, dass ein Erdbeben bevorstehe, vor dem er die Menschen in Kalifornien nur durch einen Mord beschützen könne. Mullins Geburtstag war der Jahrestag des Erdbebens von San Francisco 1906, eine Übereinstimmung, die er als bedeutungsschwanger empfand.
Am 13. Oktober 1972 schlug Mullin einen Obdachlosen mit einem Baseballschläger tot. Das Opfer sei der biblische Prophet Jona gewesen und habe ihm eine telepathische Botschaft übermittelt: „Pick me up and throw me over the boat. Kill me so that others will be saved.“ („Nimm mich und wirf mich über Bord. Töte mich, damit andere gerettet werden.“)
Das nächste Opfer war die 24-jährige Mary Guilfoyle, die Mullin als Anhalterin mitnahm. Er erstach sie, schnitt ihren Magen auf und lud die Leiche am Straßenrand ab. Als sie gefunden wurde, dachte man irrtümlicherweise, es handle sich um ein weiteres Opfer des Serienmörders Edmund Kemper.
Im November folgte das dritte Opfer. Mullin wollte seine Sünden beichten, was damit endete, dass er den Priester Henri Tomei tötete. Danach beschloss er, dem United States Marine Corps beizutreten. Er schaffte es, die physischen und psychischen Tests zu bestehen. Dennoch wurde sein Gesuch abgelehnt, da man von seinen früheren Verhaftungen für bizarres und verstörendes Verhalten erfahren hatte. Dieser Schlag nährte Mullins paranoide Wahnvorstellungen von einer Verschwörung, hinter der er eine machtvolle Gruppe von Hippies vermutete.
Nachdem er mehrere Schusswaffen erworben hatte, beschloss Mullin, Jim Gianera zu töten, einen Freund aus Highschool-Zeiten, der ihm Cannabis verkauft hatte. Als Mullin am 25. Januar 1973 zu dessen Haus ging, stellte er fest, dass Gianera fortgezogen war. In dem Haus wohnte nun Kathy Francis, von der Mullin die neue Adresse seines Freundes in Erfahrung bringen konnte. Mullin ermordete Gianera und dessen Frau mit Kopfschüssen und stach mehrfach auf die Körper ein. Dann ging er zurück zu Francis und erschoss sie mitsamt ihren beiden Söhnen (neun und sechs Jahre alt). Weil Francis’ Ehemann, der zur Tatzeit nicht im Hause war, ein Drogenhändler war, wurde die Tat zuerst der Drogenszene zugerechnet und als Motiv eine Abrechnung vermutet.
Francis’ Ermordung machte es Mullin später unmöglich, auf „not guilty by reason of insanity“ (nicht schuldig wegen Geisteskrankheit) zu plädieren, da er mit ihr eine potentielle Zeugin getötet hatte, die ihn hätte belasten können.
Am 10. Februar sah Mullin im Henry Cowell Redwoods State Park vier Jungen im Teenageralter kampieren. Er ging zu ihnen und verwickelte sie in ein Gespräch, indem er behauptete, der Parkwächter zu sein. Dann zog er eine Schusswaffe und erschoss alle vier.
Mullins letzter Mord fand drei Tage später, am 13. Februar 1973, statt. Mullin fuhr alleine mit seinem Wagen herum, dann parkte er am Straßenrand, stieg aus und erschoss einen älteren Mann, der gerade den Rasen mähte. Dann fuhr er davon. Da dieser Mord am helllichten Tag stattgefunden hatte, gab es mehrere Zeugen, und Mullin konnte schnell gefasst werden.
In einem Zeitraum von nur vier Monaten hatte er 13 Menschen getötet.

## Prozess und Inhaftierung
Mullin gestand seine Verbrechen und sagte aus, dass die Stimmen im Kopf ihm die Morde befohlen hätten, um das Beben zu verhindern. Dank seines Wirkens habe es ja auch tatsächlich keines gegeben.
Letztlich wurde er für zehn Morde angeklagt (für die ersten drei nicht). Seine Verhandlung begann am 30. Juli 1973. Da Mullin alle Verbrechen gestanden hatte, konzentrierte sich die Arbeit des Gerichts auf die Frage, ob er schuldfähig sei. Die Anklage hob die Tatsache hervor, dass er seine Spuren verwischt und manche seiner Taten mit Vorsatz begangen habe, während die Verteidigung mit Mullins psychiatrischer Vorgeschichte argumentierte.
Am 19. August 1973 wurde Mullin des zweifachen Mordes (an Jim Gianera und Kathy Francis, da er diese Taten mit Vorsatz begangen habe) und des achtfachen Totschlags (da diese Taten impulsiver Natur gewesen seien) für schuldig gesprochen und zu einer lebenslangen Freiheitsstrafe verurteilt. Die Strafe hätte frühestens 2025 zur Bewährung ausgesetzt werden können.
Herbert Mullin starb am 18. August 2022 im Alter von 75 Jahren im Gefängnis.